# BlueGriffon
BlueGriffon é um software livre WYSIWYG destinado a edição HTML. Ele substitui Nvu, um programa anterior que também foi escrito por Daniel Glazman. É baseado no Gecko, o motor de renderização dentro do Firefox 4.0, e usa Xulrunner, o ambiente de execução para o Gecko. A versão estável foi lançada publicamente e é possível efetuar a instalação em Mac OS X, Windows e Linux.
BlueGriffon está em conformidade com os padrões web estabelecidos pela W3C. Pode criar e editar páginas de acordo com HTML 4, XHTML 1.0, HTML 5 e XHTML 5. Ele suporta CSS 2.1 e todas as especificações do CSS 3 já implementadas pelo Gecko. BlueGriffon também inclui editor SVG, um editor XUL baseado em SVG que era originalmente distribuído como um add-on para Firefox e foi adaptado para BlueGriffon.

## Prêmios
BlueGriffon foi um dos cinco vencedores do prêmio Innovation durante a Demo Cup organizada como parte do 2010 Open World Forum, realizada em Paris em 1 de outubro de 2010.